# Quewin Nortje
Quewin Nortje, född 14 januari 2003, är en sydafrikansk rugbyspelare. Han ingick i det sydafrikanska lag som tog brons i sjumannarugby vid OS 2024 i Paris.